# Index Fungorum
Index Fungorum (возможный перевод — Индекс названий грибов) — сайт в сети Интернет, обеспечивающий доступ к базе данных научных (латинских) названий микологических таксонов, включая данные о микологах-систематиках, являющихся авторами этих названий.

## Цель и описание проекта
Index Fungorum — международный научный проект, его целью является создание полной базы данных в области микологической номенклатуры, то есть учёт всех названий современных и вымерших биологических таксонов, относящихся к грибам, включая дрожжи и лишайники (а также включая грибоподобные организмы, относимые согласно современным системам классификации к хромистам и простейшим), а также учёт всех микологов-систематиков, являющихся авторами микологических таксонов. Планируется, что это работа будет завершена к концу 2012 года.
Index Fungorum в значительной степени аналогичен проекту International Plant Names Index (IPNI), ведущему учёт в области номенклатуры растений. Между этими двумя проекта, однако, есть некоторые различия: в то время как IPNI создается в значительность степени одним учреждением — Королевскими ботаническими садами Кью, в проекте Index Fungorum участвуют многие научные учреждения. Другим отличием проектов являет то, что Index Fungorum определяет, какое именно название таксона среди множества синонимов является правильным, в то время как IPNI определения статуса конкретного названия не даёт.
На страницах результатов поиска то название, которое считается в настоящее время правильным (действительным), высвечивается зелёным цветом, некоторые аберрантные (ошибочно используемые) названия — красным, остальные названия (входящие в синонимику данного таксона) — синим. Ссылки со всех названий ведут на страницу таксона, на которой, помимо правильного названия, дан список синонимов.